# Due madri per Zachary
Due madri per Zachary (Two Mothers for Zachary) è un film televisivo statunitense del 1996 diretto da Peter Werner e interpretato da Valerie Bertinelli e Vanessa Redgrave. È un biopic basato sulla battaglia legale per la custodia (nota come Bottoms v. Bottoms) portata avanti da una madre che disapprova il lesbismo di sua figlia e l'impatto sul nipote. È stato presentato per la prima volta il 22 settembre 1996 sul canale statunitense ABC.

## Trama
A Richmond, Virginia, Jodie a causa di un matrimonio infelice chiede il divorzio. La donna poi ritorna, insieme al figlio Zachary, a vivere a casa dei genitori. Dopo qualche anno passato in solitudine, Jodie conosce Maggie, una donna lesbica. Inizialmente nasce tra loro una semplice amicizia, che poi, col tempo, si trasforma in una relazione vera e propria. La madre di Jodie, Nancy, non riuscendo ad accettare l’omosessualità della figlia, cerca in tutti i modi di ostacolare la loro storia d’amore. Decide così di colpirla nel suo punto più debole, chiedendo la custodia del figlio. Jodie non se la sente di rinunciare alla ritrovata serenità ma comunque lotta con tutte le sue forze per non perdere Zachary. Sarà una sentenza del giudice a decidere il destino del piccolo.

## Produzione
Sebbene il film sia basato su una vera battaglia legale i personaggi sono stati rimaneggiati per l'adattamento. Valerie Bertinelli, all'epoca dei fatti, disse: "Sono molto più vecchia di Sharon Bottoms ma una volta che abbiamo cambiato il suo nome in Jody Ann Shaffell è diventato molto più facile interpretare questo ruolo. Non ho dovuto imitare Sharon Bottoms ma la mia è stata un'originale interpretazione di cosa succederebbe a una donna in quella situazione."
In precedenza, Valerie Bertinelli aveva appreso del caso Bottoms quando apparve nella stessa edizione di Larry King Live con Sharon Bottoms. Bottoms stava comparendo con il suo avvocato e ha discusso il suo caso contro un leader cristiano.

## Accoglienza
FilmTV.it ha dato una valutazione al film di 2 stelle su 5 scrivendo: "Negli "instant-movie" destinati alle varie "Donne al bivio & similari" non poteva naturalmente mancare il tema dell'omosessualità con inevitabili complicazioni e lacerazioni domestiche. Il risultato però è sempre quello: retorica e lungaggini".

## Riconoscimenti
È stato premiato con il GLAAD Media Award 1997 nella categoria Miglior film per la televisione.